# 中國金融投資管理
中國金融投資管理有限公司，簡稱中國金融投資管理（英語：China Financial Services Holdings Limited，港交所：0605），在2008年由張小林（董事長及首席執行官）創立。
也就是在2011年7月7日，由港佳控股有限公司換取上市而來，現時業務在中國內地經營自有资金开展直接贷款、通过担保公司平台提供银行贷款、通过担保职能开展企业债券或集合票据融资，以及围绕中小企业融资需求开展融资咨询类服务。
總部位於北京市海淀区紫竹院路31号华澳中心2层。

## 連結
- CFSH.com.hk（页面存档备份，存于）